# Крюковское сельское поселение (Белгородская область)
Крю́ковское се́льское поселе́ние — муниципальное образование в Борисовском районе Белгородской области России.
Административный центр — село Крюково.

## История
Крюковское сельское поселение образовано 20 декабря 2004 года в соответствии с Законом Белгородской области № 159.

## Население
| 2010  | 2011  | 2012  | 2013  | 2014  | 2015  | 2016  | 2017  | 2018  |
| ----- | ----- | ----- | ----- | ----- | ----- | ----- | ----- | ----- |
| 1377  | ↘1372 | ↘1342 | ↘1304 | ↘1275 | ↘1273 | ↘1257 | ↗1261 | ↘1241 |
| 2019  | 2020  | 2021  |       |       |       |       |       |       |
| ↘1202 | ↘1167 | ↘1136 |       |       |       |       |       |       |

## Состав сельского поселения
| № | Населённый пункт | Тип населённого пункта       | Население |
| - | ---------------- | ---------------------------- | --------- |
| 1 | Зыбино           | село                         | ↘211      |
| 2 | Крюково          | село, административный центр | ↗919      |
| 3 | Чуланово         | село                         | ↘247      |